# Сахалинская каторга

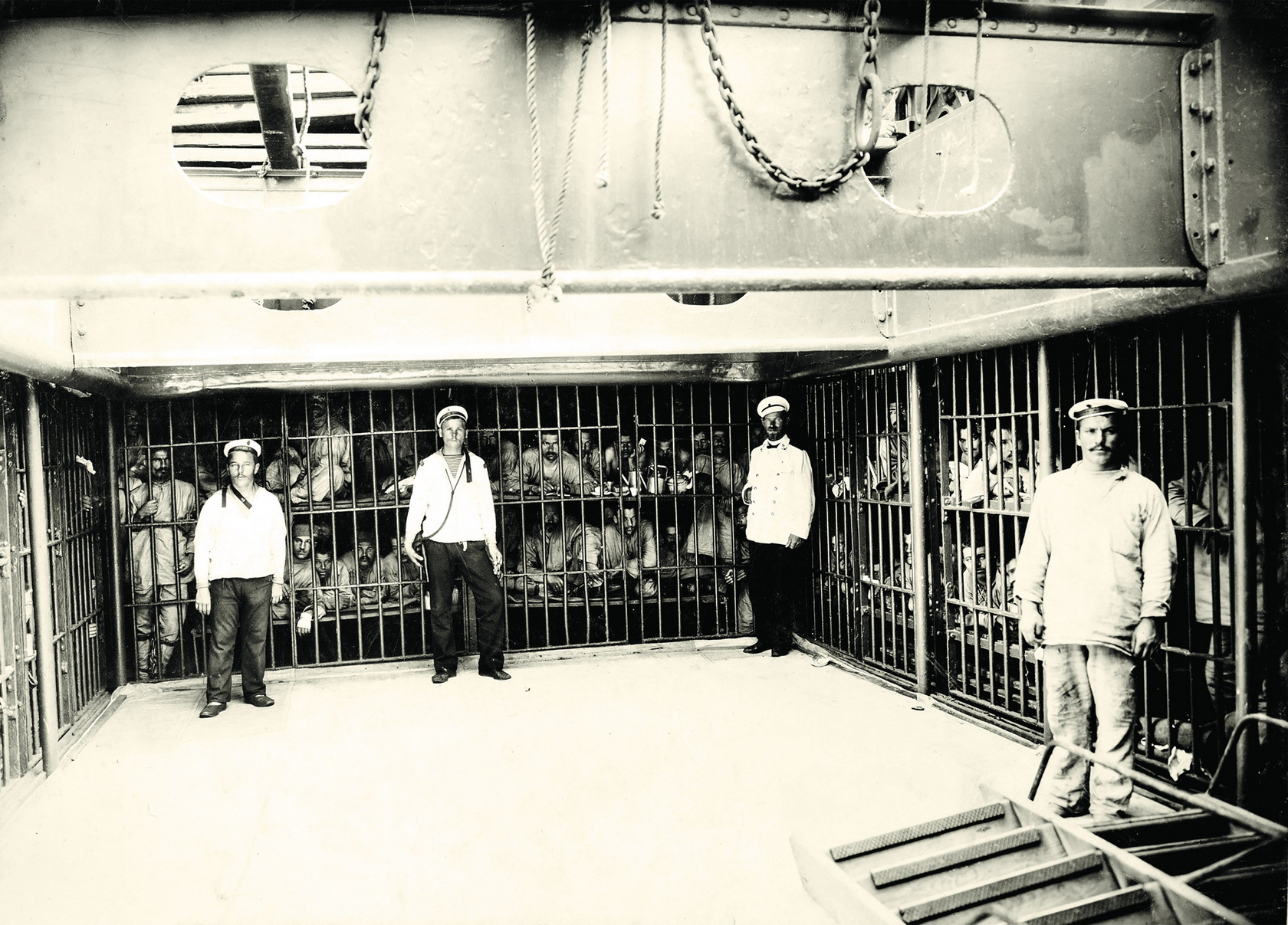
Отправка ссыльнокаторжных из Одессы на Сахалин на пароходе «Ярославль»

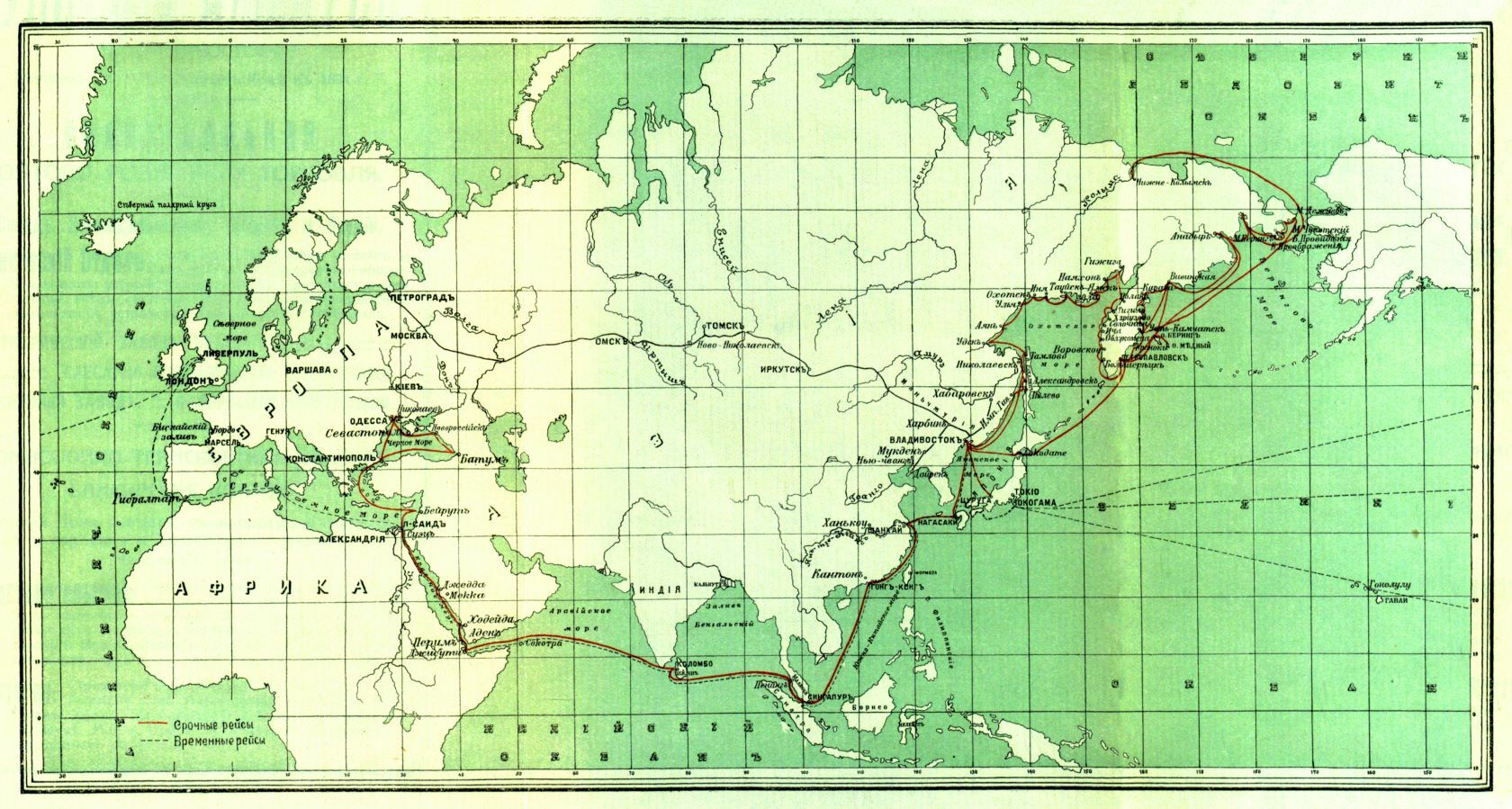
Карта доставки ссыльнокаторжных на Сахалин морем из Одессы

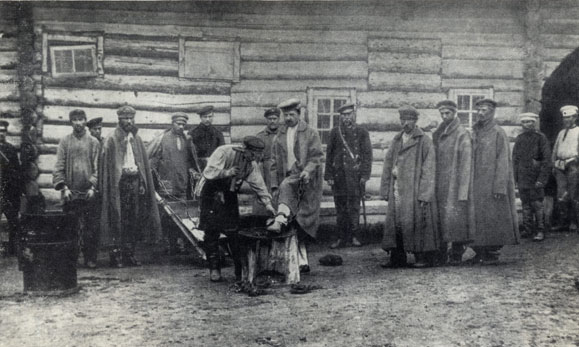
Заковка в кандалы арестантов на Сахалине

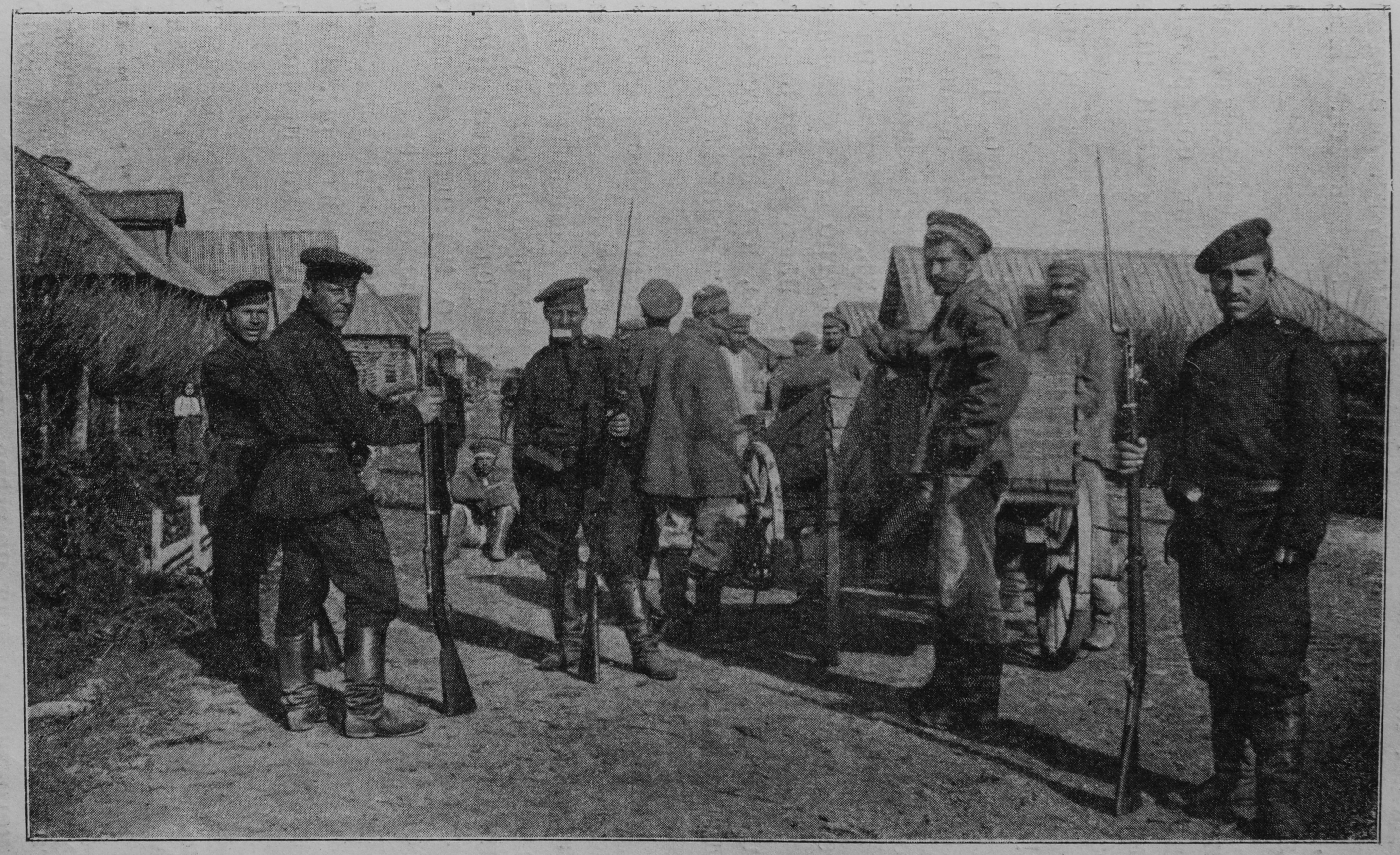
Отправление на работы

Сахалинская каторга — система каторжных тюрем на острове Сахалин для приговорённых к каторжным работам, существовавшие в Российской империи с 1876 года по 1906 год.

## История
В 1859 году с Нерчинской каторги на Сахалин послали экспериментальную партию каторжан (более 300 человек) для добычи там угля. 18 апреля 1869 года император Александр II издал указ, в котором говорилось: «предоставить генерал-губернатору Восточной Сибири немедленно приступить к высылке на Сахалин до 800 человек ссыльнокаторжных, для употреблениях их там в соответствующие назначению работы». В 1876 году было принято решение о строительстве на Сахалине первой каторжной тюрьмы на месте бараков Дуэйской каторжной команды. Если на 1 января 1874 года в посту Дуэ было лишь 356 заключенных (337 мужчин и 19 женщин), а к 1 января 1875 года — 300, то к 1882 году их было уже 3500, что составляло 82 % всех каторжников на Сахалине.  С лета 1869 года число ссыльно-каторжных на Сахалине начинает быстро расти и сахалинские каторжные тюрьмы становятся крупнейшими в Российской империи. Подавляющее большинство сахалинских каторжников составляли осужденные за общеуголовные преступления, но почти с самого начала существования каторги на Сахалин стали отправлять и политических заключенных, приговоренных к каторге, а также административно ссыльных. Среди них были И. П. Ювачёв, Б. О. Пилсудский, Э. А. Плосский, Л. Я. Штернберг.
Затем были построены и другие каторжные тюрьмы, сначала в северной части острова (в Александровском округе), а затем и на юге Сахалина (в Корсаковском округе). В Александровском округе находились Дуэйская тюрьма, Александровская (открыта в 1880 году), Воеводская (открыта в 1870-е годы) и Жонкьерская; в Тымовском — Рыковская, Малотымовская богадельная, Дербинская (открыта в 1894 году) и Онорская (открыта в 1894 году); в Корсаковском округе — Корсаковская (открыта в 1880 году). В 1894 году планировалось открыть ещё и Тарайскую тюрьму, но она не была построена. 
С 1879 года российское правительство постановило перевозить ссыльнокаторжных из Одессы на пароходах общества «Добровольного флота»: «Кострома», «Нижний Новгород», «Владивосток», «Байкал», «Ярославль», «Россия» вокруг Азии через Суэцкий канал. Арендованные главным тюремным управлением Министерства юстиции России у «Добровольного флота» пароходы специально переоборудовали под плавучие тюрьмы. В трюмах установили металлические решётки и трубы с множеством сквозных отверстий, чтобы в случае бунта в отсеки с осужденными запускать горячий пар. Перед каждым рейсом, очередную партию ссыльнокаторжников «напутствовал» одесский градоначальник. Такое плавание длилось около двух месяцев. Первый такой рейс совершил в 1879 году пароход «Нижний Новгород» с 590 каторжниками.
Каторжники на Сахалине занимались добычей полезных ископаемых, в том числе каменного угля и железной руды, строили хозяйственные и административные здания, причалы, дороги, телеграфные линии, осушали болота, занимались ловлей и засолом рыбы, сенокосом, погрузкой и разгрузкой морских судов, выращиванием зерновых и овощных культур, разведением скота, птицы, выполняли слесарные, столярные, кожевенные работы, обслуживали почтовые и пассажирские перевозки, метеорологические станции. С наступлением зимы все не занятые обязательными работами каторжане отправлялись в тайгу на заготовку древесины.
В 1890 году сахалинскую каторгу посетил А. П. Чехов, написавший затем о ней книгу «Остров Сахалин», в которой описал различные невзгоды каторжников и ссыльных, применяемые к ним телесные наказания, разворовывание и присвоение царскими чиновниками различного имущества, принудительную проституцию местных женщин и другие аспекты местной повседневности.
В. М. Дорошевич, побывавший на Сахалине в 1897 году, так описывал тюрьму Александровского каменноугольного рудника: «Я был во всех сахалинских тюрьмах, но никогда не выходил из них до такой степени, буквально, обсыпанный насекомыми, как из тюрьмы при Александровском руднике... Лохмотья одежды, лохмотья подстилок, грязь — все это кишело насекомыми. Со стен текло. Пол земляной от сырости, от того, что на пол все выплескивается из стоящей тут же “параши”, превратившейся в грязь. Чтобы пройти к нарам, по узенькому проходу была положена доска, которая хлюпала в грязи, когда на нее наступали. До потолка можно было достать рукой. В таком “номере” лежало на нарах от тридцати до сорока человек. От тридцати до сорока покрытых толстейшим слоем грязи людей. Воздух в камерах был такой, что кружилась голова и подступала тошнота. Это был какой-то смрад, а не воздух...». Иногда сотрудники тюремной администрации проявляли крайнюю жестокость. Так, более семи лет заведовавший Дуэйскою каторгой капитан Николаев за применение жестоких телесных наказаний, что повлекло смерть одного из заключённых, был приговорен судом к каторжным работам.
После окончания срока каторжных работ (если наказанием не была определена бессрочная каторга, т. е. пожизненное заключение) каторжники переводились в разряд ссыльнопоселенцев и получали право проживания в селениях острова с обязательным ведением домашнего хозяйства. Через несколько лет их переводили в разряд «крестьян из ссыльных», которые имели право навсегда остаться на Сахалине или же  покинуть остров и поселиться на материковой части Дальнего Востока и в Восточной Сибири, но для этого они должны были погасить ссуды, выданные им на обзаведение. Затем, получив разрешение, они иногда могли выехать и в европейскую часть России, но без права проживания в столичных и губернских городах. 
Отправка каторжников на Сахалин прекратилась с конца 1903 года. Во время русско-японской войны большинство каторжников Сахалина было амнистировано (по высочайшему повелению от 15 марта 1904 года). Для ссыльнокаторжных и поселенцев, вступивших в дружины ополчения, устанавливались льготы и сокращались сроки наказания. Во время японского вторжения на Сахалин в июле 1905 года многие ссыльнокатрожнные и поселенцы в составе этих дружин сражались с японцами.
23 (10 апреля) 1906 года Государственным Советом было принято решение об отмене каторги на Сахалине.
За годы существования сахалинской каторги ее прошли свыше 30 тыс. осужденных.